# Bryan Fogel
Bryan Fogel (Denver, Colorado) es un dramaturgo, autor, productor y director de película estadounidense, autor de la obra de teatro Jewtopia, del libro Jewtopia: la guía escogida para las personas escogidas, en colaboración con Sam Wolfson; es también director de la película Jewtopia y del documental Ícaro, ganador este último del Óscar al Mejor Largometraje Documental del 2017, en la 90a. ceremonia de entrega de esos premios efectuada el 4 de marzo de 2018.

## Primeros años
Se graduó en el East High School y en la Universidad de Colorado en Boulder. Junto con Sam Wolfson, desarrolló, escribió y protagonizó la obra de teatro Jewtopia, una comedia de Broadway sobre las vidas de dos hombres jóvenes que buscan mujeres judías. Se presentó en Los Ángeles en el 2003 y estuvo en cartelera durante 300 representaciones. Fogel es también autor del libro Jewtopia: La guía escogida para las personas escogidas, también en colaboración con Sam Wolfson. El libro fue publicado por Hachette Grupo de Libro y Fogel apareció en ABC es La Vista promoviendo el libro. Fogel también dirigió, fue uno de los guionistas y produjo la adaptación de largometraje de Jewtopia, que se estrenó en el 2013, en la gala de apertura del 13o. Festival Internacional de Cine Newport Playa. La película ganó el premio de elección de la audiencia en el Festival Internacional de Cine Malibú 2012. También participó brevemente en la película Carrera a Montaña de Bruja (2009), de Disney.

## El documentalÍcaro
El 4 de agosto del 2017, se estrenó, en la plataforma de Netflix, su documental Ícaro, que aborda las declaraciones de Grigory Rodchenkov y expone el dopaje en el deporte.

## Premios y nominaciones
| Premios Oscar | Premios Oscar    | Premios Oscar    | Premios Oscar | Premios Oscar |
| Año           | Categoría        | Trabajo Nominado | Resultado     | Ref.          |
| ------------- | ---------------- | ---------------- | ------------- | ------------- |
| 2018          | Mejor documental | Ícarus           | Ganador       | [ 6 ]         |

| Premios BAFTA | Premios BAFTA    | Premios BAFTA    | Premios BAFTA | Premios BAFTA |
| Año           | Categoría        | Trabajo Nominado | Resultado     | Ref.          |
| ------------- | ---------------- | ---------------- | ------------- | ------------- |
| 2018          | Mejor documental | Ícarus           | Nominado      | [ 7 ]         |

| Premios Primetime Creative Arts Emmy | Premios Primetime Creative Arts Emmy                  | Premios Primetime Creative Arts Emmy | Premios Primetime Creative Arts Emmy | Premios Primetime Creative Arts Emmy |
| Año                                  | Categoría                                             | Trabajo Nominado                     | Resultado                            | Ref.                                 |
| ------------------------------------ | ----------------------------------------------------- | ------------------------------------ | ------------------------------------ | ------------------------------------ |
| 2018                                 | Mejor documental o especial de no ficción             | Ícarus                               | Nominado                             | [ 8 ]                                |
| 2018                                 | Mejor dirección - documental o programa de no ficción | Ícarus                               | Nominado                             | [ 8 ]                                |
| 2018                                 | Mejor guion - programa de no ficción                  | Ícarus                               | Nominado                             | [ 8 ]                                |